# Charles F. Wheeler
Charles F. Wheeler (Memphis, 15 dicembre 1915 – Orange, 28 ottobre 2004) è stato un direttore della fotografia statunitense.
Ha ottenuto una candidatura all'Oscar alla migliore fotografia nel 1971 per Tora! Tora! Tora! di Richard Fleischer, assieme a Osami Furuya, Sinsaku Himeda e Masamichi Satoh.